# Ophelia roscoffensis
Ophelia roscoffensis är en ringmaskart som beskrevs av Augener 1910. Ophelia roscoffensis ingår i släktet Ophelia och familjen Opheliidae. Arten har ej påträffats i Sverige. Inga underarter finns listade i Catalogue of Life.